# Механические игрушки

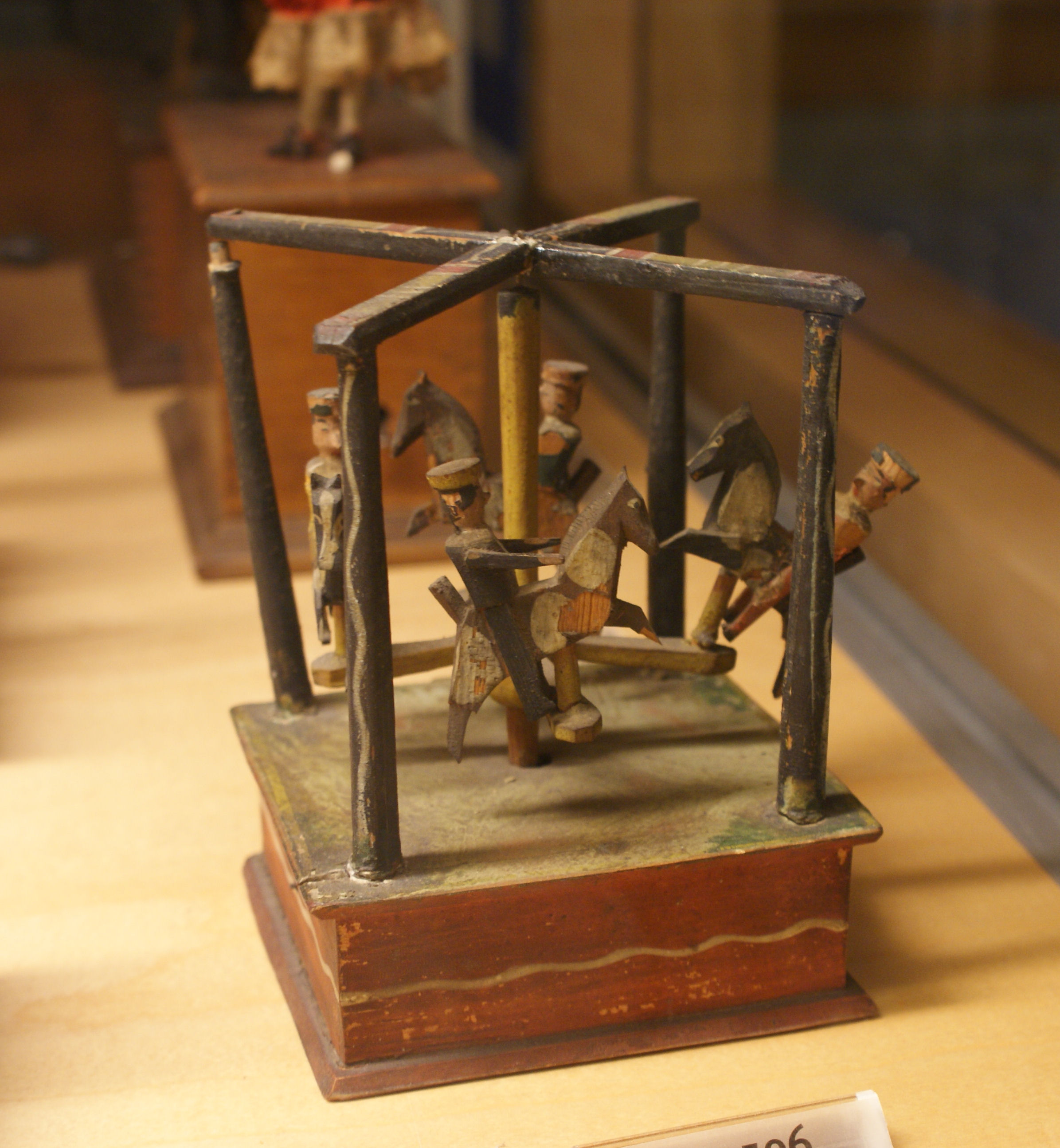
Механическая карусель середины XIX века

Механи́ческие игру́шки — игрушки, движимые механической энергией с помощью резинок, пружин, маховиков и так далее.
Одной из первых механических игрушек был летающий голубь, сделанный Архитом Тарентским. Игрушка была деревянной и двигалась по проволоке на пару. Согласно Аристотелю, он же изобрёл для развлечения детей погремушки.
Древнегреческие, древнеримские и древнеегипетские механические игрушки двигались под воздействием воды, ветра или пневматических сил; они были реалистичны, за что церковь сочла их орудиями дьявола.
В XVI веке Леонардо да Винчи создал механического льва в подарок королю Луи XII. Лев мог ходить и открывать пасть. В тот же период работавшие механические игрушки для детей создавал Галилео Галилей.
Некоторые из игрушек могли играть на музыкальных инструментах и писать целые предложения; некоторые, особенно обезьянки, использовались для рекламы чая и сигарет, и потому были очень популярны.
Француз Жак де Вокансон (Jacques de Vaucanson) в 1738 году сделал первых механических роботов — уток, которые могли пить, есть пшеницу и испражняться. Примерно в те же годы Пьер Жаке-Дро (Pierre Jaquet-Droz) создал автоматы, сейчас выставленные в швейцарском Музее Искусства и Истории — Писателя, Музыканта и Чертёжника.
Особый расцвет механических игрушек пришёлся на XIX век: производились танцующие фигурки, поезда и пароходы.
В XX веке развитие игрушечных механизмов в основном развивается в детских игрушках и в рекламных проектах, например, оформление витрин. Однако, есть и интересные эксперименты и в театральных куклах, например, работы Захарова Владимира Яковлевича